# 格洛斯特 (路易斯安那州)
格洛斯特（英語：Gloster）是位於美國路易斯安那州德索托堂區的一個普查規定居民點。

## 人口
根據2020年美國人口普查的數據，格洛斯特的面積為3.30平方千米，當中陸地面積為3.27平方千米，而水域面積為0.03平方千米。當地共有人口53人，而人口密度為每平方千米16.06人。